# Chloritoid

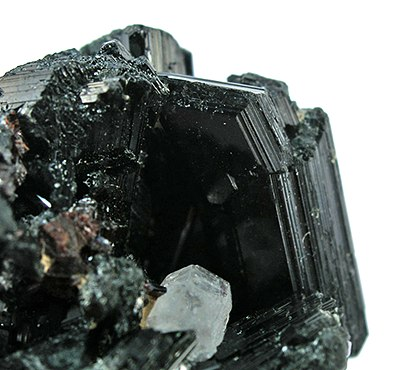
Chloritoid

Chloritoid je silikátový minerál metamorfního původu. Jedná se o hydroxid hlinitokřemičitanu magnesio-manganičitý s obecným vzorcem: (Fe,Mg,Mn)2Al4Si2O10(OH)4. Vyskytuje se ve formě zelenavě šedých až černě platinových slídových krystalů a foliovaných masek. Tvrdost podle Mohsovy stupnice tvrdosti je 6,5, neobvykle vysoká pro platinový minerál a má specifickou hmotnost 3,52 až 3,57. Typicky se vyskytuje ve fylitech, břidlicích a mramorech.
Oba monoklinické a triklinické polytypy existují a oba jsou pseudohexagonální.
Toto bylo poprvé popsáno v roce 1837 z lokalit v oblasti Uralských hor v Rusku. Bylo to jmenováno pro jeho podobnost s chloritovou skupinou minerálů.